# Yves et Hervé Noël
« Yves Noël » redirige ici. Pour les autres significations, voir Yves Noël (baryton).
Yves Noël et Hervé Noël, nés le 15 août 1970 à Rennes (Ille-et-Vilaine),, sont des frères jumeaux français, animateurs de télévision et comédiens.
Ils ont notamment animé ensemble l'émission musicale Multitop, sur M6, en 1992-1993. Yves Noël a aussi co-animé l'émission avec Laura Marine en 1993-1994, et a ensuite co-animé l'émission musicale Hit Machine avec Ophélie Winter en 1994-1995. Il a également animé d'autres émissions sur M6, notamment Dance Machine.
Ils ont également joué dans des séries télévisées françaises, ensemble et séparément, dont certaines d'AB Productions, dans les années 1990, notamment Le Miel et les Abeilles, Classe Mannequin, Élisa, un roman photo.

## Biographie
Yves Noël et Hervé Noël sont nés le 15 août 1970 à Rennes, de Jean-Pierre et Simone Noël. Ils ont trois autres frères et une sœur. Leur famille déménage en région parisienne quand ils ont neuf ans.

### Publicités
Ils s'inscrivent dans une agence de mannequins juniors à l'âge de seize ans et alternent cours au lycée et séances de photos, publicités et courts et longs métrages : c'est ainsi qu'ils débutent ensemble dès 1986 dans des films publicitaires (pour 
Délice Choc de Delacre, Amstrad CPC 6128, Solutricine, Persil, Biactol, Renault, L'Oréal, Kellogg's, Nescafé, MBK, etc.),,.

### Animateurs de télévision
En 1992, ils arrivent à la télévision sur M6 pour animer l'émission musicale : Multitop, remplaçant Laurent Petitguillaume. Cependant, ils ne l'animent ensemble que pendant un an : en 1993, Yves l'anime avec Laura Marine.
En octobre 1994, Yves Noël présente le Hit Machine sur M6, avec Ophélie Winter qui se fait connaître grâce à cette émission : elle la quitte ensuite pour commencer une carrière de chanteuse grâce à son tube Dieu m'a donné la foi, et elle et Yves Noël sont remplacés par le duo Charly et Lulu en 1995.
Yves Noël reste cependant sur M6 pendant huit ans, où il anime périodiquement d'autres émissions : Dance Machine et Sport Événement, jusqu'en 2001, date à laquelle M6 se tourne vers la téléréalité. Il passe ensuite sur France 3 pour animer Loto Foot, et sur Khalifa TV  KTV.

### Comédiens
Parallèlement, ils jouent de petits rôles dans des séries télévisées, notamment un épisode de Premiers baisers, puis Hervé Noël enchaîne plusieurs épisodes dans Le Miel et les Abeilles, qu'il finit par quitter pour tenter sa chance ailleurs, notamment à Miami, où il ne décrochera pas de rôle.
On les retrouve ensemble dans un épisode de la série franco-québécoise Les nouvelles Aventures des Intrépides.
On retrouve ensuite Hervé Noël dans les séries Classe Mannequin et Élisa, un roman photo.

### Reconversion
Diplômé d'une maîtrise des sciences de gestion, d'un DESS en communication audiovisuelle avant de devenir animateur, et journaliste reporter d'image à l'INA (depuis 2004), Yves Noël avait prévu sa reconversion. En 1999, il monte une agence de communication, Noël Communication, dans laquelle il s'investit pleinement à partir de 2003. Il travaille dans une société spécialisée dans les télécoms,,,.
Hervé Noël a, contrairement à son jumeau, tourné le dos au monde des médias et de la communication : il a été photographe, a tourné à nouveau dans des publicités (en 2005 pour SFR)  ; il est aujourd'hui charpentier spécialisé dans l'auto-construction de maison en bois à Combrit (Finistère) en Bretagne,,.

### Vie privée
En 1993-1994, Hervé Noël a été en couple avec la comédienne Mallaury Nataf, sa partenaire dans Le Miel et les Abeilles,.
Il serait père de deux enfants,.
Yves Noël a une fille, née en 2002, et un fils, Sacha.

## Animation
Yves Noël
- 1992-1994 : Multitop, sur M6
- 1993 : Matin express, sur M6[12]
- 1993-2000 : Dance Machine, sur M6[12],[10]
- 1994-1995 : Hit Machine, sur M6
- 1996-1997 : 55 pour Vatoo avec Sandrine Quétier, sur M6[10]
- 1996-2001 : Sport Événement, sur M6[10]
- 1999-2000 : M6 Tour, sur M6[12]
- 2001-2002 : Loto Foot, sur France 3[10]
- ????[Quand ?] : En direct de Cannes sur KTV[8],[10]
- ????[Quand ?] : La Nuit orientale sur KTV[8]
- ????[Quand ?] : Dans tous les K sur KTV[8]
- ????[Quand ?] : Les Animaux du Futur, au Futuroscope

Hervé Noël
- 1992-1993 : Multitop, sur M6
- 1999-2000 : ZeBigGame sur Fun TV[14],[13]
- 2011 : une émission[Quoi ?] sur la webtv Télé Angers[9],[13]

## Filmographie
Yves Noël
- 1992 : Premiers baisers (série télévisée), sur TF1 : Axel (épisode 25 : Les Jumeaux)[11]
- 1998 : Cellule de crise, sur M6
- 1998 : Marseille (mini-série télévisée), sur TF1 : Gaby Fabiani

Hervé Noël
- 1991 : Faux frère (téléfilm) : Guy
- 1992 : Premiers baisers (série télévisée), sur TF1 : Alex (épisode 25 : Les Jumeaux)[11]
- 1992-1994 : Le Miel et les Abeilles (série télévisée), sur TF1 : Jean-François, puis Hervé
- 1993 : Famille fou rire (téléfilm) : Jean-François
- 1993 : Les 3 méchants loups (court métrage)
- 1994 : Classe Mannequin (série télévisée)[14],[13]
- 1996-1999 : Élisa, un roman photo (série télévisée) : Grégory[2]
- 1998 : Marseille (mini-série télévisée), sur TF1 : Joseph Fabiani
- 1999 : Pascal et la vieille dame (court métrage) : infirmier no 1